# Renta básica universal

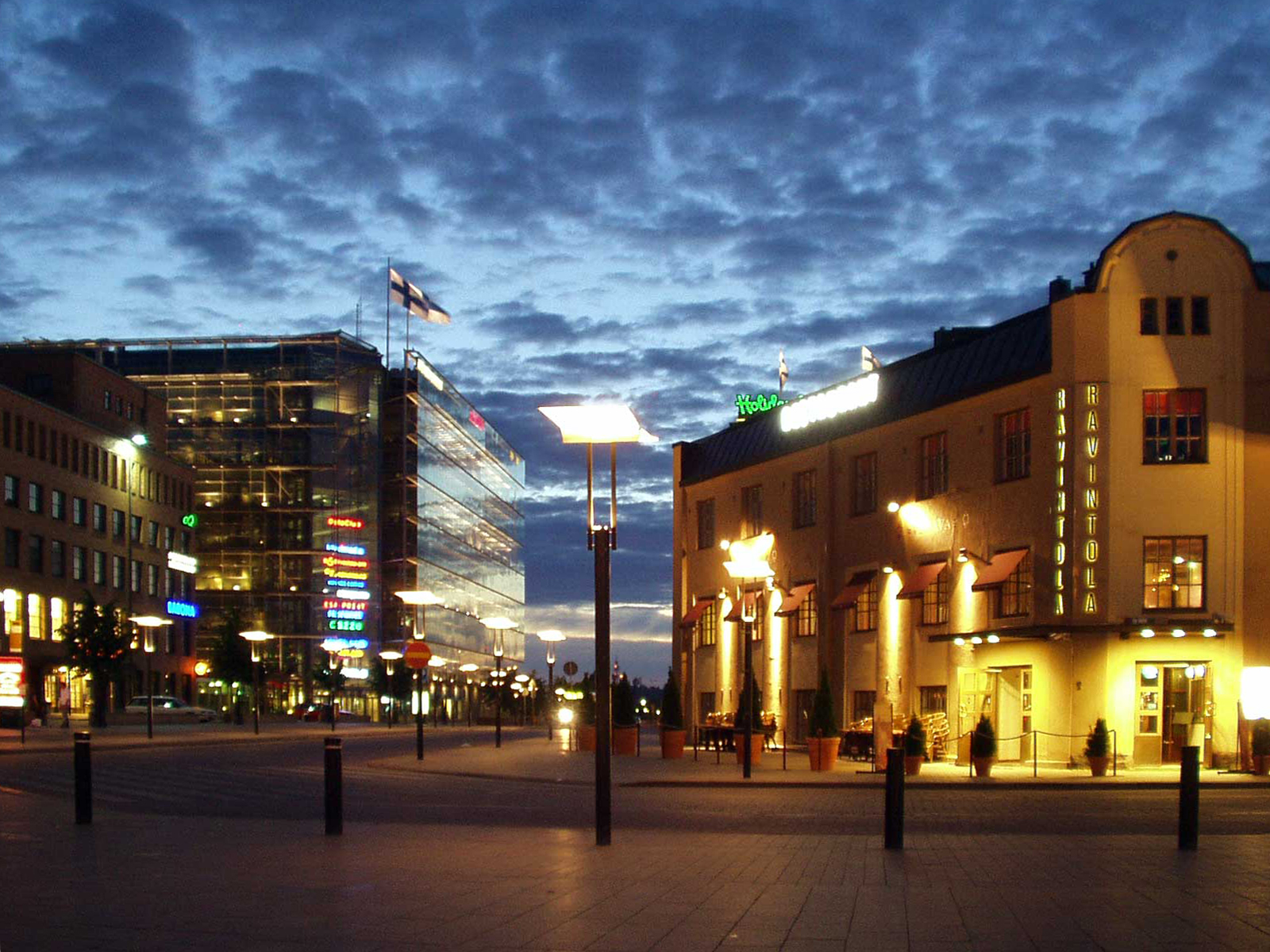
Los habitantes de los países nórdicos están de acuerdo con la aplicación de una RBU.

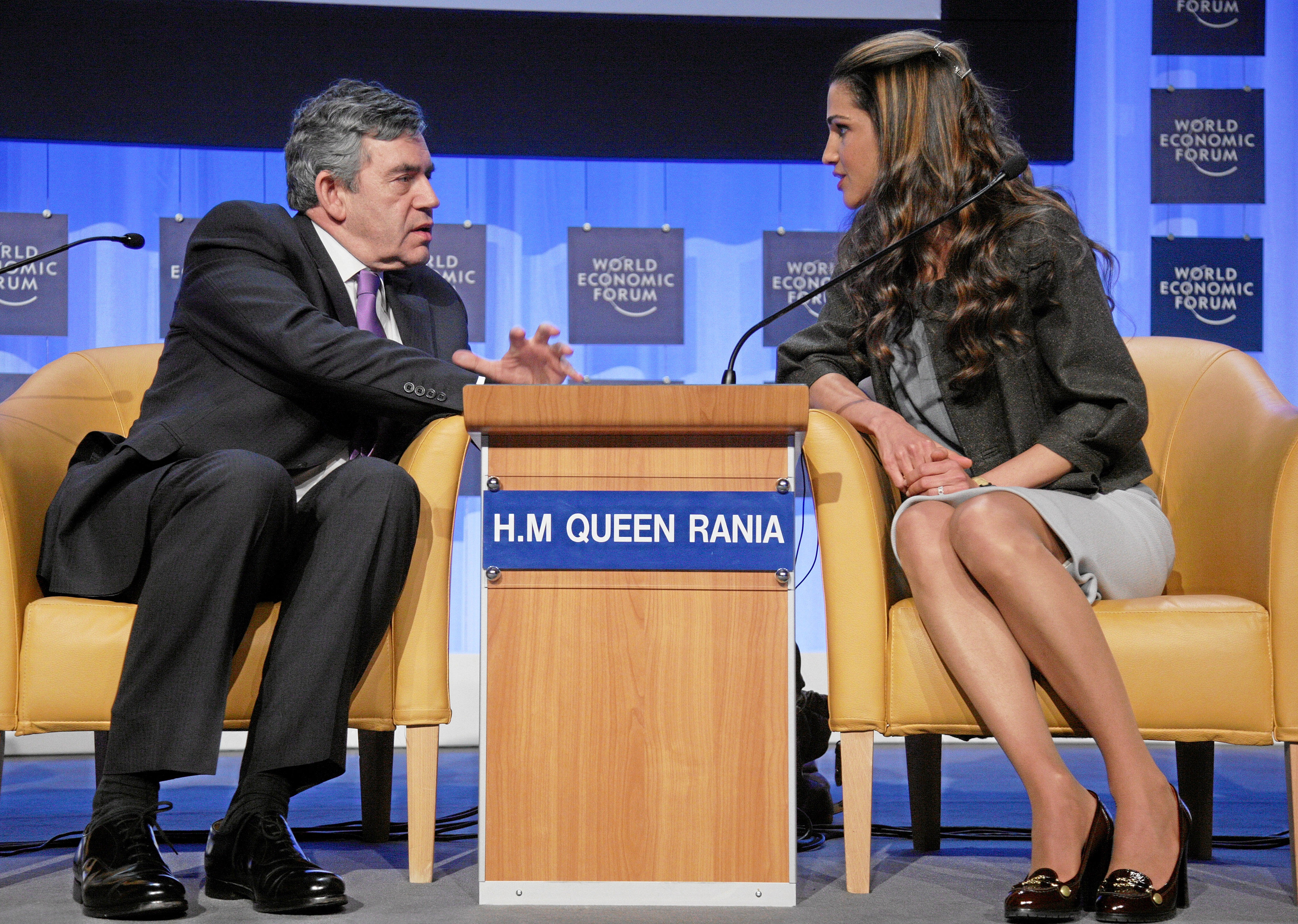
Gordon Brown, Primer Ministro del Reino Unido período 2007-2010, y la reina Rania Al Abdullah de Jordania, durante la Reunión Anual 2008 del Foro Económico Mundial.

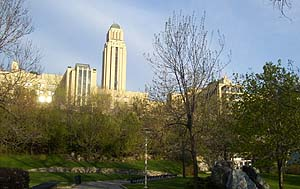
En Canadá se está discutiendo la manera de entablar el Ingreso Básico Universal.

La renta básica universal (RBU), ingreso básico universal (IBU), renta básica incondicional (RBI) o ingreso ciudadano es una forma de sistema de seguridad social en la que todos los ciudadanos o residentes de un país reciben regularmente una suma de dinero sin condiciones.
Se recibe desde el gobierno o alguna otra institución pública, además de cualquier ingreso recibido de otros lugares. La recibe todo miembro de pleno derecho o residente de la sociedad incluso si no puede o quiere trabajar de forma remunerada, sin tomar en consideración si es rico o pobre e independientemente de cuáles puedan ser las otras posibles fuentes de renta y sin tener en cuenta con quien reside.
El sistema busca cubrir a la totalidad de la población con un ingreso garantizado al margen de sus condiciones laborales, económicas o sociales. Un ingreso que permita la supervivencia básica mes a mes, garantizada por el estado. En el contexto de la pandemia por coronavirus de 2019-2020, distintos países alrededor del mundo y el Foro Económico Mundial (World Economic Forum, WEF) se han pronunciado a favor de la implementación de un Ingreso Básico Universal.

## Introducción
La renta básica (RB) se define como el derecho de todo ciudadano y residente acreditado a percibir una cantidad periódica que cubra, al menos, las necesidades vitales sin que por ello deba contraprestación alguna, devolviéndose, por personas que realmente no la necesitan a través de distintos mecanismos, entre ellos la declaración de la renta.

## Efectos
Sus partidarios afirman que:
- Su cobro por personas que realmente la necesitarían es dinámico, cambiando de perceptores sin intervención administrativa ni burocrática, en función de quien cumple el requisito de rentas para disfrutarla, aunque en la práctica la perciben todos los ciudadanos, no todos harían uso de la RBU.
- Mejoraría la situación de las personas con un nivel adquisitivo bajo.
- Se evitaría, o al menos dificultaría, la desvalorización de nuestra capacidad de trabajo. Nadie se vería obligado a aceptar condiciones deplorables porque no estaría obligado por la necesidad.
- Los trabajos desagradables serían mejor pagados.
- Los trabajadores estarían en mejores condiciones para negociar los contratos de trabajo.
- No habría que "vigilar" que los parados trabajasen ilegalmente, como pasa con la ayuda por desempleo.
- Como no se perdería la RB al encontrar trabajo, sería menos probable que se trabajase de forma ilegal; así, no se gastaría dinero en investigar el fraude.
- El autoempleo sería menos arriesgado y mayores sus posibilidades de aumentar.
- Los sueldos mayores, que también recibirían la renta universal, estarían más gravados por impuestos directos; como resultado, el estado recuperaría el dinero que reciben dichos grandes sueldos.
- En el futuro muchos empleos dejarán de existir debido a los avances tecnológicos, y no está claro que los nuevos empleos que se generen sean más que los extintos.
- Los valores sociales como la educación y el esfuerzo aumentarían al ser personas más reflexivas y pensantes, sin necesidades básicas que cubrir y sin temor de perderlas.
- Se mejoraría los valores democráticos, al poder ser personas con más tiempo para dedicarle al progreso de su país y no al cuadrar cuentas a final de mes, sino a final de año.
- Los trabajos desagradables y poco remunerados serían mejor recompensados.
- El efecto llamada de la inmigración es un mito, cuando uno huye de la guerra o la pobreza lo que se encuentre al cruzar la frontera ya le va bien, cualquier situación es mejor que su realidad.
- El Estado se ahorraría infinitas ayudas sociales que nunca acabarían con la pobreza.
- Se ahorraría los puestos de empleo en control de ayudas, adminitración, mantenimiento de cárceles, la mayoría de presos cumplen pena por delitos relacionados con la marginación social.
- Dejaría de aumentar la desigualdad, sería un mejor reparto con la condición de ofrecer más libertad a los ciudadanos, porque no se es libre si no se tiene cubiertas tus necesidades básicas, si dependes de un tercero para ellas ya dejas de serlo.

Sus detractores afirman que:
- Generaría inflación creciente en la economía hasta anular el valor real del dinero obtenido a través de la renta básica.
- Trabajaría mucha menos gente en el mercado laboral.
- Dañaría el prestigio social de la educación y el esfuerzo, con consecuencias muy nocivas para la movilidad social.
- Erosionaría los valores cívicos y debilitaría las instituciones democráticas, ya que muchas personas que normalmente serían perfectamente capaces de ganarse la vida por sus propios medios pasarían a ser dependientes del Estado.
- Los trabajos desagradables o poco remunerados, lejos de desaparecer, pasarían a ser realizados por personas que no posean la ciudadanía o que no sean elegibles para recibir el subsidio por cualquier otro motivo.
- Si poseer la ciudadanía no fuera un requisito para percibir la renta básica universal, atraería a inmigrantes que tratarían de conseguirla.
- Supondría un gasto considerable con el que podrían financiarse programas de demostrada eficacia a la hora de promover la igualdad de oportunidades, como la educación pública.
- Se destinarían recursos que pudieran generar más empleos y atraer inversiones.

## Distinción respecto a otras rentas y subsidios
La RBU no debe confundirse con las rentas de inserción y demás subsidios condicionados propios del Estado del bienestar ni con el Impuesto Negativo sobre la Renta. Que la definición de la RB sea tan clara como cualquiera de las ofrecidas no ha impedido que a lo largo de estos últimos años hayan proliferado dos tipos de confusiones. En primer lugar, bajo diferentes denominaciones diversos autores se han referido a lo mismo. Así, el mismo concepto de la RB ha recibido nombres como los de “subsidio universal garantizado”, "ingreso básico universal", "ingreso ciudadano" o "ingreso mínimo", entre otros. En cualquier caso, lo que importa no son los nombres, sino lo que se entiende realmente por cada una de las denominaciones que se utilicen. El segundo tipo de confusión es el contrario: bajo la misma denominación se ha querido expresar, a menudo, conceptos muy diferentes.
En primer lugar, no debe confundirse la RB con los diversos subsidios condicionados existentes, propios del Estado del bienestar, en los que la percepción de los beneficios fiscales, más generosos o menos, está condicionada a la verificación, por parte del sector público, de la suficiencia de los ingresos recibidos en el mercado laboral. Un ejemplo de ello lo representa el caso del País Vasco que aprobó, a finales de 2000, una ley que introducía una RB que consistía en algo harto diferente de lo que se trata aquí, pues se hacía efectiva precisamente bajo determinadas condiciones, no de forma universal. Hay, en definitiva, claras diferencias entre la RBU y las rentas mínimas de inserción (PIRMI), que en el Reino de España son pagadas por la mayoría de las comunidades autónomas y que en la República Francesa ofrece la administración central.
Cabe destacar la aparición del Ingreso Mínimo Vital en España (junio de 2020). Este subsidio no cuenta con carácter universal ya que está condicionado a la renta de los solicitantes y a su capacidad de empadronarse (la cual depende de los derechos de propiedad sobre inmuebles).
En general, este tipo de medidas (las rentas mínimas) son mecanismos, más o menos generosos, de lucha contra la pobreza y de inserción social, propios de determinados Estados de Bienestar. Por el contrario, se postula que la Renta Básica no es solamente un mecanismo de lucha contra la pobreza, sino que supone un mecanismo que incrementa la libertad efectiva de las personas. Por ello, aunque otras diferentes propuestas puedan ser similares en su concreción, en su fundamento y justificación son realmente diferentes.
En segundo lugar, tampoco debe confundirse la RB con el llamado “Impuesto Negativo sobre la Renta” (INR). El INR, que es un crédito impositivo uniforme y reembolsable, garantiza un nivel mínimo de ingresos mediante la política fiscal: si en la declaración de ingresos se supera ese mínimo, se pagan los impuestos correspondientes; si, por el contrario, no se supera o se carece de ingresos, el estado abona la diferencia hasta alcanzar el mínimo establecido. El INR, propuesto inicialmente por Milton Friedman con el objetivo de recortar el Estado del bienestar, fue explorado con mayor profundidad por James Tobin como forma de luchar contra la pobreza sin eliminar los incentivos al empleo.

## Justificación ética
Éticamente, la RBU ha sido justificada por sus defensores de maneras distintas, estando las justificaciones principales referidas al problema de la libertad individual:
1. La justificación de la Libertad real: formulada por uno de los creadores de la moderna noción de RB, Philippe Van Parijs, la justificación de la libertad real distingue entre las sociedades formalmente libres y las realmente libres. Según Van Parijs, una sociedad realmente libre es aquella que satisface las tres condiciones siguientes, en este orden de prioridad: 1) seguridad –existe una estructura de derechos y libertades básicas bien articulada-; 2) propiedad de uno mismo —en esa estructura, cada persona es propietaria de las decisiones sobre su vida—; y 3) ordenamiento leximin de la oportunidad —si, en esa estructura, cada persona cuenta con la mayor oportunidad posible para hacer cualquier cosa que pudiera querer hacer; en una sociedad realmente libre, quienes tengan menos oportunidades tendrán las máximas que podrían tener en cualquier otro ordenamiento que podamos llevar a cabo—. Todo ello define una sociedad realmente libre, puesto que formalmente libre lo es una sociedad que cumpla solo las dos primeras condiciones. Van Parijs justifica la RBU argumentando que sin duda en una sociedad con una RBU los que tuviesen menos oportunidades tendrían más que en cualquier otra sociedad.
2. La justificación republicana: los defensores de la RBU seguidores de la milenaria tradición republicana, como Daniel Raventós, parten de la noción de la libertad como autogobierno típica de esta tradición política representada por autores y pensadores tan distintos como Aristóteles, Cicerón, Maquiavelo o Robespierre. Núcleo básico de esta noción de libertad es la tesis que afirma que aquel que no dispone de una base material suficiente para garantizarse una existencia social autónoma tendrá que sobrevivir pidiendo permiso a terceras personas y, por lo mismo, se verá en mayor o menor medida sometido a la voluntad de estas. El autogobierno de aquellos que no disponen de esta base material es, pues, imposible, y por tanto solo cabe considerarlos no libres. Para los republicanos democráticos, todo el mundo debe ser libre, y por ello mismo todo el mundo debe tener derecho a una base material mínima que garantice su derecho a la existencia y, por tanto, a la libertad. La RB sería, para estos autores, esa base material mínima.
3. La justificación económica: es una medida que permite la adaptación de la economía a la nueva realidad definida por la globalización, el progreso tecnológico que a través de la "robotización" y del desarrollo de la inteligencia artificial hará que disminuya la necesidad del empleo, la pujanza de la economía financiera y la necesidad de conseguir un desarrollo sostenible, de manera que va a evitar que se hagan inversiones con el fin de crear empleo que implican la destrucción del medio ambiente. Como derecho económico se convierte en el eje fundamental de la sostenibilidad.
4. La justificación post-obrerista: en la medida que vivimos en una sociedad basada en el conocimiento, el saber y la cooperación, es necesario pensar una forma de distribución de la renta que no pase por el mero salario. Si la producción es cada vez más social entonces la remuneración por el trabajo tiene que ser social, tiene que pasar por la distribución de renta y no de un simple salario vinculado a una actividad concreta de trabajo.
5. La justificación en el derecho a la propiedad privada originaria: la renta básica es la derivación natural de un alegado derecho a la propiedad privada originaria o derecho universal a la propiedad privada, esto es, la idea de que a toda persona se le debe reconocer un cierto derecho de propiedad sobre determinada porción de riqueza —en el esquema propuesto por Gabriel Stilman, una porción sobre el valor de los recursos naturales de la sociedad, equivalente a la de los demás contemporáneos—.[9][10][11][12]

## Petición
En 2013, la comisión europea aprobó el recogimiento de firmas de una iniciativa de ciudadanos europeos. Si la iniciativa llega al millón de firmas y se aprueba, la comisión europea incentivará a los países europeos para explorar el concepto de renta básica universal.
A continuación, el 15 de enero de 2014 se lanza en España la Iniciativa Legislativa Popular por una Renta Básica de carácter incondicional, universal, individual y suficiente. Son necesarias 500.000 firmas para que una medida sea debatida en el Congreso de los Diputados, pero finalmente se quedaron en 150.000 recogidas por diferentes colectivos y ciudadanos/as.
En sus artículos se observa una aplicación por fases, que suscitó confusión entre la población al mezclar los conceptos de dos tipos de renta, una condicional en la primera fase y una incondicional para la segunda y última, con consecuencias opuestas según lo descrito anteriormente.

## Viabilidad
Técnicamente existen variables entre las visiones muy diferentes sobre cómo financiar una Renta Básica estable. Generalmente, las propuestas sobre la financiación de la misma se suelen basar en el establecimiento de un determinado tipo impositivo sobre las rentas individuales.
Existe, sin embargo, otro tipo de propuestas que no toman en cuenta el IRPF. Aparte de estas cuestiones, hay otros aspectos técnicos muy importantes que no tienen que ver con la financiación de la propuesta y que han sido estudiados y debatidos tanto por defensores como por detractores de la RB. Así, por ejemplo, se ha discutido sobre los efectos que la RB podría tener (o no) sobre la inflación; sobre si la RB supone una amenaza para el Estado del bienestar o, por el contrario, una excelente vía para hacerlo más justo y eficaz; sobre si se fomentaría el parasitismo o, por el contrario, fomentaría la autoocupación y el desempeño de labores no-remuneradas pero beneficiosas para la sociedad; sobre los efectos que podría tener en la emancipación de la mujer; etc.
Se han estudiado nuevos modelos fiscales basados en el ajuste de la nueva economía que proponen disminuir al máximo el IRPF y los impuestos de sociedades, para aumentar el IVA, con el fin de equilibrar los costes de importación y exportación, así como hacer que quien gaste más tribute más. Lo que se complementa con una tasa RB, que consiste en una ampliación de la Tasa Tobin, aplicada a todo incremento de valor, para establecer un impuesto a la especulación, impuesto monetario de valor añadido (IMVA), lo que permite financiar la Renta Básica sin poner en peligro las prestaciones sociales (sanidad, educación, seguridad, etc.) y mantener la inversión pública (infraestructuras).

## Fuente potencial de financiación
| - Impuesto negativo sobre la renta - Impuestos sobre la renta - Umbral del impuesto sobre la renta - Impuestos sobre ventas - Impuesto sobre las ganancias de capital - Tasa sobre las transacciones financieras - Impuesto sobre sucesiones y donaciones - Impuesto sobre el patrimonio es, por ejemplo, el impuesto a la propiedad - Impuesto al lujo - Impuesto sobre la contaminación - Impuestos a la Tecnología - Impuesto Tobin - Tarifas - Impuesto al valor agregado o Impuesto sobre el consumo - Impuestos sobre la tierra y los recursos naturales (Georgismo) - Peaje progresivos para reducir el consumo de recursos, tales como agua, electricidad, gas natural, aparcamiento, y el alquiler de bicicletas públicas. | Sólo apto en dinero fiduciario - Creación de dinero, - Flexibilización cuantitativa para - La impresión de dinero, también conocido como señoreaje - Recoger dinero o los recursos mediante la aceptación voluntaria donación. - De la propiedad común universal - Los beneficios generados por las empresas públicas. - Desarrollar robots y la industria automatizada, con el aumento de la productividad y la eficacia de la producción. - La venta de recursos naturales, como el metal y el petróleo, y dividir los ingresos a cada ciudadano - Propiedad colectiva de los recursos. | - Integración de los actuales sistemas de bienestar social, incluyendo el apoyo a los ingresos, el apoyo al desempleo, subsidios, pensiones, etc. - Reducción de la burocracia, reducir los costos de personal y aumentar la eficacia, es el costo y los residuos por prueba de medios y la elegibilidad para una comprobación de bienestar, incluyendo documentos, oficinas, el consumo de aire condicionado y otra. - Reducir y eliminar los subsidios de concesión para algunos personas e entidades jurídicas. - Eliminación de los programas actuales de apoyo al ingreso y de deducciones de impuestos. - La devolución de la subvención en el momento de la muerte o Jubilación. |

## Defensores de la Renta Básica Universal
Entre los defensores de la renta básica se encuentran economistas, filósofos, sindicalistas, políticos y, anecdóticamente, algunos empresarios. Precursores de la Renta básica fueron, entre otros, Thomas Paine (autor de Justicia agraria y promotor del dividendo de ciudadanía). Actualmente son defensores de la renta básica, sin perjuicio de diferencias en cuanto a su implementación y respecto de su justificación filosófico-política, Daniel Raventós, Osmo Soininvaara, Jeremy Rifkin, Bruce Ackerman, Florent Marcellesi, Yanis Varoufakis, Philippe Van Parijs, Julen Bollain, Gabriel Stilman, Juan Carlos Monedero, Ramón Espinar Merino, Alejandro Bonet, Rutger Bregman y Byung-Chul Han.
En 2014 se presentó en España una Iniciativa Legislativa Popular por la Renta Básica. Sin embargo, la iniciativa no llegó a las 500.000 requeridas. 
Por otro lado, en España se ha creado la Plataforma por la Renta Básica y la Coordinadora por la Renta Básica de las Iguales.
Las preocupaciones acerca de la automatización y otras causas de desempleo tecnológico han llevado a muchos en la industria de alta tecnología a las propuestas de ingresos básicos como una consecuencia necesaria de sus modelos de negocio. El periodista Nathan Schneider en primer lugar destacó el cambio de la "elite tecnológica" hacia estas ideas con un artículo en la revista Vice , que citó a figuras tales como Marc Andreessen, Sam Altman, Peter Diamandis, y otros.
Empresarios como Mark Zuckerberg, Bill Gates y Jeff Bezos consideran adecuada la Renta Básica para amortiguar los efectos de la crisis en términos de desigualdad y para afrontar la inevitable automatización del futuro inmediato.
Otros empresarios y visionarios como Elon Musk, el cofundador de Facebook Chris Hughes y el presidente de Y Combinator Sam Altman, advierten que terminaremos con la instauración de la Renta Básica Universal, "Va a ser necesario, habrá cada vez menos y menos trabajos que no pueda hacer una máquina mucho mejor... y quiero aclarar que no son cosas que deseo que ocurran, sino que son cosas que pasarán..."

## Experiencias en todo el mundo

### Experiencias parciales en países de África

#### Kenia
La ONG GiveDirectly ha estado probando ingresos universales de USD 20 en una aldea desfavorecida de Kenia desde 2017 y durante más de 12 años.

#### Uganda
Un proyecto llamado Eight en una aldea en Fort Portal, Uganda, que una organización sin fines de lucro lanzó en enero de 2017, que proporciona ingresos a 56 adultos y 88 niños a través del dinero móvil.

### Experiencias parciales en países de América Latina

#### Brasil
Brasil implementó en 1991 el Programa de Garantía de Renta Mínima, el cual beneficiaría a todos los residentes mayores de 25 años con ingresos mensuales inferiores a Cr$45 000.
En el 2001, el Programa de Garantía de Renta Mínima se asoció con la educación y la administración del programa se le concedió a los municipios. Tienen derecho al beneficio aquellas familias con hijos de 6 a 15 años, que estén asistiendo a la escuela y tengan una renta per cápita de hasta medio salario mínimo o R$90,00 en 2001.

#### Argentina
En Argentina se implementó a partir de noviembre de 2009 la denominada Asignación Universal por Hijo. Es un beneficio que le corresponde a los hijos de las personas desocupadas, que trabajan en el mercado informal o que ganan menos del salario mínimo, vital y móvil. Consiste en el pago mensual de $1.246 para niños menores de 18 años y de $4064 para niños discapacitados sin límite de edad (valores a marzo de 2017). Con la misma, el Estado busca asegurarse que los niños y adolescentes asistan a la escuela, se realicen controles periódicos de salud y cumplan con el calendario de vacunación obligatorio, ya que éstos son requisitos indispensables para cobrarla. Se paga hasta el quinto hijo (siendo hasta el momento menos de 2% de los casos).
Sin embargo, estos dos casos no pueden ser considerados como aplicaciones de la Renta Básica Universal, puesto que no todos los ciudadanos tiene derecho a ella.

#### México
En México, luego de que en el 2000, Andrés Manuel López Obrador asumió el cargo de jefe de gobierno del entonces Distrito Federal, hoy Ciudad de México, se implementó por primera vez un programa de apoyo a adultos mayores, el cual se denominaba "Programa de Apoyo para los Adultos Mayores de 70 años, residentes en el Distrito Federal".
En ese entonces, el DF otorgaba como pensión aproximadamente 700 pesos.
Tras haber puesto en marcha dicho programa, el 19 de noviembre de 2003, López Obrador estableció por ley, el derecho social a una pensión alimentaria para los adultos mayores de 70 años que vivían en la capital.
Sin embargo, este programa escaló a nivel federal luego de que durante la presidencia de Vicente Fox se emitió un decreto por el cual se emitieron y publicaron las reglas de operación del que sería el equivalente al programa que López Obrador ya implementaba en el DF, el denominado " Programa de Atención a los Adultos Mayores".
Fue así que a partir del 2003, el gobierno federal de Fox también otorgó apoyos aunque únicamente a los adultos mayores a partir de los 60 años, que vivían en zonas de alta o muy alta marginación y que padecían pobreza alimentaria.
La ayuda consistía en 2,100 pesos que eran otorgados durante un año en tres exhibiciones; el objetivo del programa era apoyar a los adultos mayores en condiciones de pobreza alimentaria que no eran atendidos por algún programa federal.
Para el sexenio de Felipe Calderón, el programa social cambió de nombre y de reglas, fue así que en 2007 se emitieron y publicaron las Reglas de Operación del "Programa de Atención a los Adultos Mayores de 70 años o más residentes en zonas rurales".
A través de este programa, el gobierno federal otorgó un apoyo económico de 500 mensuales con entregas bimestrales.
Así es como el apoyo para las personas adultas mayores escaló de ser un programa local a ser un programa federal. Aunque en 2019, el gobierno de López Obrador cambio de nuevo el nombre de este programa y lo llamó "Pensión para el Bienestar de las Personas Adultas Mayores" y en mayo de 2020, lo estableció oficialmente en el Artículo 4 de la Constitución como un derecho.

### Programa para la Seguridad Social en Canadá
El programa fue implementado en 1951, paga una pensión universal a todas las personas al cumplir 65 años, los requisitos son cumplir la edad y no tiene más restricciones más que ser ciudadano canadiense o residente legal.

### Renta básica universal en Finlandia
En el año 2015, el gabinete del conservador primer ministro finlandés, Juha Sipilä, anunció la implantación, de forma experimental durante los años 2017 y 2018 de un proyecto piloto de RBU evaluable en 2019. Proponía un presupuesto de 20 millones de euros, unos 560 euros mensuales, para 2000 desempleados registrados en 2016. Sin embargo, en abril de 2018 el gobierno finlandés decidió suspender el proyecto.

### Experiencias parciales en países de Asia y Medio Oriente

#### India
En asociación con el Fondo de las Naciones Unidas para la Infancia (UNICEF) y con el piloto del investigador británico Guy Standing y la activista india Renana Jhabvala, se están llevando a cabo proyectos piloto de ingresos básicos en aldeas rurales de la India desde enero de 2011 sobre la base de 200 rupias por adulto y 100 rupias por niño. Ha mostrado resultados positivos en nutrición, salud, educación, infraestructura y actividad económica.

#### Irán
Irán es el primer país que ha introducido una renta básica nacional en otoño de 2010. Se paga a todos los ciudadanos y reemplaza los subsidios a la gasolina, la electricidad y algunos productos alimenticios que el país lleva años pidiendo para reducir la desigualdad y pobreza. La suma en 2012 corresponde a aproximadamente 40 de dólares por persona por mes, 480 de dólares por año para una persona soltera y 2,300 de dólares para una familia de cinco.

#### Israel
En Israel, en 2018, comenzó una iniciativa sin fines de lucro GoodDollar con el objetivo de crear un marco económico global para proporcionar un ingreso básico universal, sostenible y escalable a través de la nueva tecnología de activos digitales blockchain. La organización sin fines de lucro tiene como objetivo lanzar una red de transferencia de dinero entre pares donde el dinero se pueda distribuir a quienes más lo necesitan, independientemente de su ubicación, según los principios de renta básica universal (RBU). El proyecto recaudó 1 millón de dólares de una sociedad en el campo financiero.

### El plan piloto de Cataluña
El gobierno catalán aprobó en 2021 impulsar un plan piloto de renta básica universal. Resultado del acuerdo de investidura entre ERC y la CUP,para el diseño del plan piloto se creó una oficina, adscrita al Departamento de la Presidencia, bajo la dirección de Sergi Raventós Panyella. 
El plan piloto catalán contará con 5000 receptores durante dos años, que recibirán un pago mensual de 800 euros por adulto y 300 euros por menor de edad. La mitad de los receptores serán elegidos de manera aleatoria, y la otra mitad serán los residentes de dos municipios catalanes. Del plan piloto quedarán excluidas el 10% de las rentas más elevadas.
Junts y el PSC votaron en contra de la Ley de acompañamiento de los presupuestos de 2023 que proporcionaba cobertura jurídica y los fondos necesarios para su despliegue, posponiendo éste.

## Proyecciones
La Casa Blanca, en un informe al Congreso, ha puesto la probabilidad en un 83 por ciento de que un trabajador que gana menos de U$S 20 por hora en el 2010 eventualmente perderá su trabajo frente a una máquina. Incluso los trabajadores que ganan tanto como U$S 40 por hora tendrán unas probabilidades de un 31 por ciento de enfrentar esa posibilidad.